# Alexander Latimer Blackford
O Rev. Alexander Latimer Blackford foi um missionário norte-americano pioneiro na implantação da Igreja Presbiteriana do Brasil.

## Biografia
Nasceu em 9 de janeiro de 1829, em Martins Ferry, Ohio, filho de pais cristãos piedosos. Formou-se em teologia pelo Western Theological Seminary em 1859, sendo ordenado ministro presbiteriano em 20 de abril do mesmo ano.
Blackford decidiu servir como missionário no Brasil, trabalhando como auxiliar de outro jovem pastor, o Rev. Ashbel Green Simonton. Chegou ao Brasil com sua esposa (Elizabeth Blackford, irmã de Simonton) em 25 de julho de 1860.
Nos primeiros anos, auxiliou Simonton na direção da Igreja Presbiteriana do Rio de Janeiro, além de viajar por São Paulo e Minas Gerais pregando o evangelho segundo a tradição reformada. Em 5 de março de 1865, organizou a Igreja Presbiteriana de São Paulo, sendo o seu primeiro pastor.
Ainda neste período de implantação presbiteriana em território brasileiro, Blackford organizou a Igreja Presbiteriana de Brotas, em 13 de novembro de 1865, tornando-se a terceira Igreja Presbiteriana no Brasil. Agora, com três igrejas, juntou-se a Simonton e ao Rev. George Chamberlain para organizar o Presbitério Rio de Janeiro, em 16 de dezembro daquele ano, sendo eleito o seu primeiro moderador.
A história de Blackford confunde-se com a do presbiterianismo brasileiro. Organizou várias outras igrejas nos anos seguintes, foi o editor do jornal Imprensa Evangélica (primeiro periódico protestante da América Latina) e professor do "Seminário Primitivo" (primeiro seminário protestante da América Latina) entre os anos de 1867 e 1870. Em 1875, foi ameaçado com base na Constituição do Brasil (que dizia ser o catolicismo a religião oficial); um dos seus crimes foi entregar "santos" para as crianças brincarem de boneca.
A partir de 1880, Blackford fixou residência em Salvador, Bahia, trabalhando na implantação do presbiterianismo naquela região. Isto não o impediu de continuar ativo na vida conciliar da Igreja, sendo eleito o primeiro moderador do Sínodo do Brasil, organizado em setembro de 1888 (tornando, assim, a Igreja brasileira autônoma em relação à norte-americana).
Em 10 de maio de 1890, enquanto gozava de férias com sua família em Atlanta, foi acometido de uma grave doença, vindo a falecer apenas quatro dias depois, em 14 de maio. "As atas da missão dizem que, pouco antes de morrer, o Rev. Blackford cantou ‘hinos na língua dos brasileiros, o povo que ele amou entranhadamente, louvando seu Rei e Pai, a quem servira com firmeza e constância’." (Matos, A. S., p. 37).